# María Auxiliadora Delgado
María Auxiliadora Delgado (ur. 11 marca 1937 w Montevideo, zm. 31 lipca 2019 tamże) – pierwsza dama Urugwaju w latach 2005-2010 i ponownie od 1 marca 2015 roku, gdy Vázquez został zaprzysiężony na drugą kadencję.

## Życiorys
W 1964 roku wyszła za mąż za Tabaré Vázqueza. Mieli czterech synów: Alvaro, Javera, Ignatio i Fabiána Barbosa (adoptowany). Pracowała dla funduszu emerytalnego Caja de Jubilaciones y Pensiones  do 1992 roku gdy przeszła na emeryturę. W 2005 roku w zastępstwie prezydenta wzięła udział w pogrzebie Jana Pawła II w Rzymie.   
Jako żona prezydenta prowadziła działania charytatywnie w celu zapewnienia pomocy stomatologicznej dla dzieci i osób starszych. Podczas pierwszej prezydencji była Honorową Przewodniczącą Komitetu Doradczego Programu Zdrowia Jamy Ustnej Prezydium Republiki. Patronowała urugwajskim sportowcom startującym w Olimpiadach Specjalnych.